# 고야마촌 (미에현)
고야마촌(神山村)은 미에현 이난군에 있던 촌이다. 현재의 마쓰사카시 북동부, 구시다강의 하류 좌안, 긴테쓰 야마다선 구시다역의  남방에서 국도 42호까지의 구역에 해당한다(구시다역 자체는 촌 구역에 포함되지 않음)

## 역사
- 1889년 4월 1일 - 정촌제 시행에 의해 이노군 고야마촌이 성립하였다.
- 1896년 4월 1일 - 군제 시행에 의해 고야마촌은 이난군에 속하게 되었다
- 1908년 4월 1일 - 구촌이 분립하여 오아자 나카만, 가미타코지, 시모타코지, 야타가는 이사와촌에, 야마조・안라쿠・야마시타는 구시다촌에 편입해 동일 고야마촌은 폐지되었다.

## 교통

### 철도
촌 구역을 관통하는 산구철도(현 기세이 본선)가 지나갔지만 역은 존재하지 않았다. 

## 참고문헌
- 角川日本地名大辞典 24 三重県